# Politique en Bretagne
 (janvier 2020).
La question du rattachement de la Loire-Atlantique à la région Bretagne étant un élément récurrent de la politique en Bretagne, ce département a été inclus dans cet article bien qu'il ne fasse pas partie de la région Bretagne.

## Représentation politique et administrative en Bretagne

### Préfets et arrondissements
Les 5 départements bretons sont découpés en dix-huit arrondissements regroupant les cantons suivants :
| Préfet                                                                   | Stéphane Rouvé          | Côtes-d'Armor                     | Préfet de l'Aube                                                       |  |  |  |
| Sous-préfets                                                             | Bernard Musset          | Arr. de Dinan                     | Sous-préfet de Péronne et de Montdidier                                |  |  |  |
| Sous-préfets                                                             | Serge Delrieu           | Arr. de Guingamp                  | Sous-préfet de Pontarlier                                              |  |  |  |
| Sous-préfets                                                             | Thomas Odinot           | Arr. de Lannion                   | Secrétaire général de la préfecture de la Lozère                       |  |  |  |
|                                                                          |                         |                                   |                                                                        |  |  |  |
| Préfet                                                                   | Alain Espinasse         | Finistère                         | Directeur de cabinet de la présidente de l'Assemblée nationale         |  |  |  |
| Sous-préfets                                                             | Jean-Philippe Setbon    | Arr. de Brest                     | Administrateur général, secrétaire général de la Préfecture du Doubs   |  |  |  |
| Sous-préfets                                                             | Estelle Leprêtre        | Arr. de Châteaulin                | Sous-préfète de Jonzac                                                 |  |  |  |
| Sous-préfets                                                             | Françoise Plouviez-Diaz | Arr. de Morlaix                   | Sous-préfète hors classe de Coutances                                  |  |  |  |
|                                                                          |                         |                                   |                                                                        |  |  |  |
| Préfet                                                                   | Philippe Gustin         | Bretagne/Ille-et-Vilaine          | Directeur du cabinet civil et militaire, Ministère des Armées          |  |  |  |
| Sous-préfets                                                             | Gilles Traimond         | Arr. de Fougères-Vitré            | Sous-préfet d’Avranches                                                |  |  |  |
| Sous-préfets                                                             | Pascal Bagdian          | Arr. de Redon                     | Sous-préfet d'Issoire                                                  |  |  |  |
| Sous-préfets                                                             | Philippe Brugnot        | Arr. de Saint-Malo                | Directeur de cabinet du préfet du Val-d'Oise                           |  |  |  |
|                                                                          |                         |                                   |                                                                        |  |  |  |
| Préfet                                                                   | Fabrice Rigoulet-Roze   | Pays de la Loire/Loire-Atlantique | Directeur de cabinet du ministre de l'Agriculture                      |  |  |  |
| Sous-préfets                                                             | Marc Makhlouf           | Arr. de Châteaubriant-Ancenis     | Sous-préfet d'Autun                                                    |  |  |  |
| Sous-préfets                                                             | Eric de Wispelaere      | Arr. de Saint-Nazaire             | Sous-Préfet de Draguignan                                              |  |  |  |
|                                                                          |                         |                                   |                                                                        |  |  |  |
| Préfet                                                                   | Pascal Bolot            | Morbihan                          | Préfet de Savoie                                                       |  |  |  |
| Sous-préfets                                                             | Florence Bessy          | Arr. de Lorient                   | Secrétaire générale de la préfecture du Calvados, sous-préfète de Caen |  |  |  |
| Sous-préfets                                                             | Claire Liétard          | Arr. de Pontivy                   | Sous-préfète de Parthenay                                              |  |  |  |
| Sous-préfets                                                             | Stéphane Jarlégand      | Arr. de Vannes                    | Sous-directeur à la préfecture de police de Paris                      |  |  |  |
| * Il est par ailleurs préfet de la zone de défense et de sécurité Ouest. |                         |                                   |                                                                        |  |  |  |

### Députés et circonscriptions législatives
La Bretagne compte au total 37 circonscriptions législatives :  
| Département      | Circ. | Nom |  | Parti | Groupe | Suppléant |
| ---------------- | ----- | --- |  | ----- | ------ | --------- |
| Côtes-d'Armor    | 1re   |     |  |       |        |           |
| Côtes-d'Armor    | 2e    |     |  |       |        |           |
| Côtes-d'Armor    | 3e    |     |  |       |        |           |
| Côtes-d'Armor    | 4e    |     |  |       |        |           |
| Côtes-d'Armor    | 5e    |     |  |       |        |           |
| Finistère        | 1re   |     |  |       |        |           |
| Finistère        | 2e    |     |  |       |        |           |
| Finistère        | 3e    |     |  |       |        |           |
| Finistère        | 4e    |     |  |       |        |           |
| Finistère        | 5e    |     |  |       |        |           |
| Finistère        | 6e    |     |  |       |        |           |
| Finistère        | 7e    |     |  |       |        |           |
| Finistère        | 8e    |     |  |       |        |           |
| Ille-et-Vilaine  | 1re   |     |  |       |        |           |
| Ille-et-Vilaine  | 2e    |     |  |       |        |           |
| Ille-et-Vilaine  | 3e    |     |  |       |        |           |
| Ille-et-Vilaine  | 4e    |     |  |       |        |           |
| Ille-et-Vilaine  | 5e    |     |  |       |        |           |
| Ille-et-Vilaine  | 6e    |     |  |       |        |           |
| Ille-et-Vilaine  | 7e    |     |  |       |        |           |
| Ille-et-Vilaine  | 8e    |     |  |       |        |           |
| Loire-Atlantique | 1re   |     |  |       |        |           |
| Loire-Atlantique | 2e    |     |  |       |        |           |
| Loire-Atlantique | 3e    |     |  |       |        |           |
| Loire-Atlantique | 4e    |     |  |       |        |           |
| Loire-Atlantique | 5e    |     |  |       |        |           |
| Loire-Atlantique | 6e    |     |  |       |        |           |
| Loire-Atlantique | 7e    |     |  |       |        |           |
| Loire-Atlantique | 8e    |     |  |       |        |           |
| Loire-Atlantique | 9e    |     |  |       |        |           |
| Loire-Atlantique | 10e   |     |  |       |        |           |
| Morbihan         | 1re   |     |  |       |        |           |
| Morbihan         | 2e    |     |  |       |        |           |
| Morbihan         | 3e    |     |  |       |        |           |
| Morbihan         | 4e    |     |  |       |        |           |
| Morbihan         | 5e    |     |  |       |        |           |
| Morbihan         | 6e    |     |  |       |        |           |

### Sénateurs
| Département      |  | Identité           | Étiquette | Groupe     | Autres mandats (passés ou actuels) |
| ---------------- |  | ------------------ | --------- | ---------- | --- |
| Côtes-d'Armor    |  | Alain Cadec        | LR        | REP (app.) | Conseiller départemental du canton de Plérin (2015 → ) Président du conseil départemental des Côtes-d'Armor (2015 → 2020)                                               |
| Côtes-d'Armor    |  | Gérard Lahellec    | PCF       | CRCE       | Conseiller régional de Bretagne (1994 → ) Vice-président du conseil régional de Bretagne (2004 → 2020)                                                                  |
| Côtes-d'Armor    |  | Annie Le Houérou   | PS        | SER        | Maire de Guingamp (2008 → 2014) Députée de 4e circonscription des Côtes-d'Armor (2012 → 2017)                                                                           |
| Finistère        |  | Michel Canévet     | UDI       | UC         | Maire de Plonéour-Lanvern (1992 → 2017) Conseiller général de Plogastel-Saint-Germain (1992 → 2014)                                                                     |
| Finistère        |  | Jean-Luc Fichet    | PS        | SER        | Maire de Lanmeur (1989 → 2017) Conseiller général de Lanmeur (1998 → 2011)                                                                                              |
| Finistère        |  | Nadège Havet       | RE        | RDPI       | Adjointe au maire de Saint-Pabu (2014 → ) |
| Finistère        |  | Philippe Paul      | LR        | REP        | Maire de Douarnenez (2008 → 2017) Conseiller général de Douarnenez (2001 → 2008)                                                                                        |
| Ille-et-Vilaine  |  | Dominique de Legge | LR        | REP        | Maire du Pertre (1995 → 2017) Conseiller régional (1998 → 2014) |
| Ille-et-Vilaine  |  | Françoise Gatel    | UDI       | UC         | Maire de Châteaugiron (2001 → 2017) |
| Ille-et-Vilaine  |  | Sylvie Robert      | PS        | SER        | Adjointe au maire de Rennes (1995 → 2017) Conseillère régionale (2010 → 2014)                                                                                           |
| Ille-et-Vilaine  |  | Daniel Salmon      | EÉLV      | EST        | Adjoint au maire de Saint-Jacques-de-la-Lande (2004 → 2020) |
| Loire-Atlantique |  | Karine Daniel      | PS        | SER        | Ancienne députée de la Loire-Atlantique (3e circ.) (2016 → 2017) Ancienne adjointe au maire de Nantes (2008 → 2016)                                                     |
| Loire-Atlantique |  | Ronan Dantec       | T44       | EST        | Conseiller municipal de Nantes (2001 → ) |
| Loire-Atlantique |  | Laurence Garnier   | LR        | REP        | Conseillère municipale de Nantes (2008 → ) Ancienne conseillère régionale des Pays de la Loire (2015 → 2020) Ancienne vice-présidente du conseil régional (2016 → 2020) |
| Loire-Atlantique |  | Philippe Grosvalet | DVG       | RDSE       | Ancien conseiller départemental de Saint-Nazaire-2 (2015 → 2021) Ancien président du conseil départemental (2015 → 2021)                                                |
| Loire-Atlantique |  | Joël Guerriau      | HOR       | LIRT       | Ancien maire de Saint-Sébastien-sur-Loire (1995 → 2017) Ancien conseiller général de Nantes-10 (1996 → 2011)                                                            |
| Morbihan         |  | Yves Bleunven      | DVD       | UC         | Maire de Grand-Champ (2014 → 2023) Conseiller régional de Bretagne (2021 → 2023) Ancien conseiller départemental de Grand-Champ (2015 → 2021)                           |
| Morbihan         |  | Muriel Jourda      | LR        | REP        | Conseillère départementale d'Hennebont (2015 → ) Ancienne maire de Port-Louis (2008 → 2014)                                                                             |
| Morbihan         |  | Simon Uzenat       | PS        | SER        | Conseiller municipal de Vannes (2014 → ) Conseiller régional de Bretagne (2021 → )                                                                                      |

### Les Conseils régionaux

#### Conseil régional de Bretagne
Le président du conseil régional est Loïg Chesnais-Girard (PS) depuis le 18 décembre 2017. Il prend la suite de Jean-Yves Le Drian (PS) nommé ministre de l'Europe et des Affaires Etrangères après la victoire d'Emmanuel Macron et de La République en Marche à l'élection présidentielle de 2017. Il est réélu le 2 juillet 2021 au troisième tour de scrutin et à la majorité relative par 40 voix contre 18 pour Isabelle Le Callennec (LR).
Le conseil régional de Bretagne compte 83 membres (17 pour les Côtes-d'Armor, 18 pour le Morbihan, 24 pour l'Ille-et-Vilaine et le Finistère) et siège dans les bâtiments de l'Hôtel de Courcy à Rennes.

Composition du conseil régional de Bretagne pour la mandature 2021-2028
PCF : 4 sièges
EELV : 6 sièges
UDB : 6 sièges
REG : 3 sièges
ECO : 5 sièges
PS : 28 sièges
LREM : 9 sièges
LR : 14 sièges
RN : 8 sièges

| Période         | Président du conseil régional | Président du conseil régional |
| --------------- | ----------------------------- | ----------------------------- |
| 2017 - en cours |                               | Loïg Chesnais-Girard          |
| 2015 - 2017     |                               | Jean-Yves Le Drian            |
| 2012 - 2015     |                               | Pierrick Massiot              |
| 2004 - 2012     |                               | Jean-Yves Le Drian            |
| 1998 - 2004     |                               | Josselin de Rohan             |
| 1986 - 1998     |                               | Yvon Bourges                  |
| 1978 - 1986     |                               | Raymond Marcellin             |
| 1976 - 1978     |                               | André Colin                   |
| 1974 - 1976     |                               | René Pleven                   |

#### Conseil régional des Pays de la Loire
La présidente du conseil régional est Christelle Morançais (LR).
Le Conseil régional des Pays de la Loire comporte 93 membres et siège dans les bâtiments de l'Hôtel de Région à Nantes. La Loire-Atlantique y est représentée par 35 conseillers : Liste des conseillers régionaux de la Loire-Atlantique.

### Les Conseils départementaux
| Code | Département      | Préfecture   | Population     | Superficie | Président du conseil départemental | Parti |
| ---- | ---------------- | ------------ | -------------- | ---------- | ---------------------------------- | ----- |
| 22   | Côtes-d'Armor    | Saint-Brieuc | 598 814 hab.   | 6 878 km2  | Christian Coail                    | PS    |
| 29   | Finistère        | Quimper      | 909 028 hab.   | 6 733 km2  | Maël de Calan                      | LR    |
| 35   | Ille-et-Vilaine  | Rennes       | 1 060 199 hab. | 6 775 km2  | Jean-Luc Chenut                    | PS    |
| 44   | Loire-Atlantique | Nantes       | 1 394 909 hab. | 6 815 km2  | Michel Ménard                      | PS    |
| 56   | Morbihan         | Vannes       | 750 863 hab.   | 6 823 km2  | David Lappartient                  | LR    |

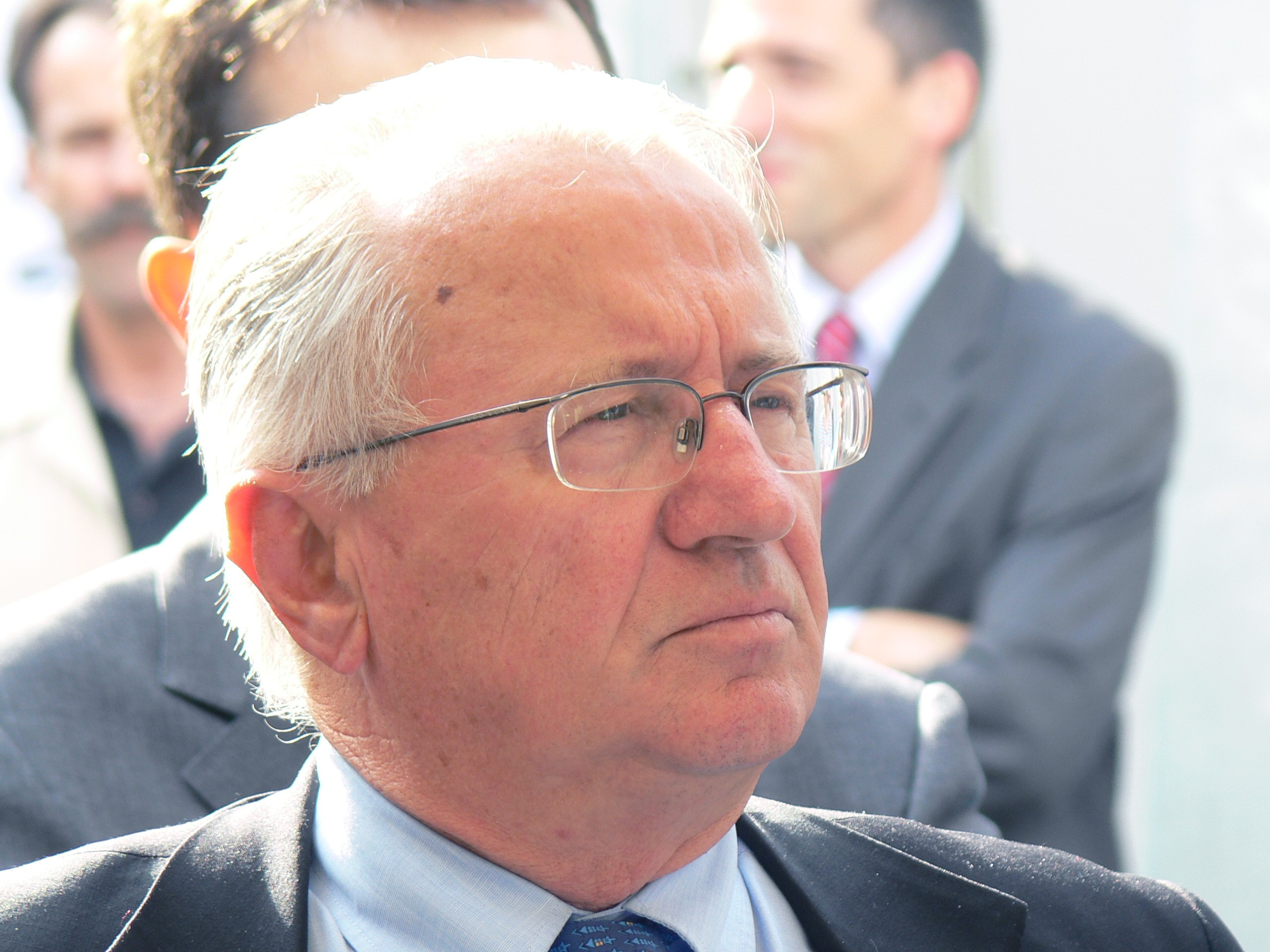
Patrick Mareschal (PS) fut le premier président de gauche du conseil général de la Loire-Atlantique, de 2004 à 2011.

Aujourd'hui, trois des cinq conseils départementaux sont à gauche : l'Ille-et-Vilaine, la Loire-Atlantique et les Côtes-d'Armor. 
Le Finistère est aujourd'hui à droite mais a par le passé été à gauche. Seul le Morbihan est continuellement resté ancré à droite.
Les Côtes-d'Armor ont basculé à gauche en 1976, le Finistère a suivi en 1998 puis c'est au tour de l'Ille-et-Vilaine et de la Loire-Atlantique en 2004.
Les Côtes-d'Armor ont basculé à droite en 2015. En 2021, le Finistère bascule à droite tandis que les Côtes-d'Armor re-basculent à gauche.
La majeure partie des conseillers départementaux appartiennent au PS, PRG ou divers gauche, ainsi que des communistes, principalement dans les Côtes-d'Armor. [réf. souhaitée]
En ce qui concerne l'opposition, les conseillers départementaux ayant une étiquette divers droite, UMP, MoDem, centristes représentent la plupart du temps les cantons des villes moyennes et cantons ruraux.[réf. souhaitée]

### Les Conseils municipaux
| Commune                   | Maire                       | Étiquette | Étiquette | Population |
| ------------------------- | --------------------------- | --------- | --------- | ---------- |
| Nantes                    | Johanna Rolland             | PS        |           | 325 070    |
| Rennes                    | Nathalie Appéré             | PS        |           | 227 830    |
| Brest                     | François Cuillandre         | PS        |           | 140 993    |
| Saint-Nazaire             | David Samzun                | PS        |           | 73 111     |
| Quimper                   | Isabelle Assih              | PS        |           | 64 530     |
| Lorient                   | Fabrice Loher               | UDI       |           | 58 202     |
| Vannes                    | David Robo                  | HOR       |           | 54 955     |
| Saint-Herblain            | Bertrand Affilé             | PS        |           | 50 561     |
| Saint-Malo                | Gilles Lurton               | DVD       |           | 47 255     |
| Saint-Brieuc              | Hervé Guihard               | PP        |           | 44 607     |
| Rezé                      | Agnès Bourgeais             | DVG       |           | 43 349     |
| Saint-Sébastien-sur-Loire | Laurent Turquois            | UDI       |           | 28 373     |
| Orvault                   | Jean-Sébastien Guitton      | DVG       |           | 28 341     |
| Vertou                    | Rodolphe Amailland          | LR        |           | 26 048     |
| Lanester                  | Gilles Carréric             | DVG       |           | 23 188     |
| Couëron                   | Carole Grelaud              | PS        |           | 23 541     |
| Fougères                  | Louis Feuvrier              | DVC       |           | 20 602     |
| Carquefou                 | Véronique Dubettier-Grenier | DVD       |           | 20 535     |
| Lannion                   | Paul Le Bihan               | PS        |           | 20 525     |
| Bouguenais                | Sandra Impériale            | DVD       |           | 20 590     |
| Concarneau                | Marc Bigot                  | DVD       |           | 20 632     |
| La Chapelle-sur-Erdre     | Fabrice Roussel             | PS        |           | 20 483     |
| Bruz                      | Philippe Salmon             | ND        |           | 19 667     |
| Vitré                     |                             |           |           | 18 892     |
| Ploemeur                  | Ronan Loas                  | HOR       |           | 18 873     |
| Cesson-Sévigné            | Jean-Pierre Savignac        | HOR       |           | 18 076     |
| Pornic                    | Jean-Michel Brard           | DVD       |           | 18 382     |
| Lamballe-Armor            | Philippe Hercouet           | PS        |           | 16 911     |
| La Baule-Escoublac        | Franck Louvrier             | LR        |           | 16 613     |
| Guérande                  | Nicolas Criaud              | HOR       |           | 16 684     |
| Landerneau                | Patrick Leclerc             | DVD       |           | 16 327     |
| Hennebont                 | Michèle Dollé               | DVG       |           | 15 831     |
| Sainte-Luce-sur-Loire     | Anthony Descloziers         | PS        |           | 16 227     |
| Guipavas                  | Fabrice Jacob               | DVD       |           | 15 401     |
| Pontivy                   | Christine Le Strat          | MoDem     |           | 14 547     |
| Morlaix                   | Jean-Paul Vermot            | PS        |           | 15 220     |
| Dinan                     | Didier Lechien              | HOR       |           | 14 966     |
| Saint-Brevin-les-Pins     | Yannick Morez               | DVD       |           | 14 645     |
| Plérin                    | Ronan Kerdraon              | PS        |           | 14 527     |
| Auray                     | Claire Masson               | EELV      |           | 14 417     |
| Douarnenez                | Jocelyne Poitevin           | DVD       |           | 14 188     |
| Saint-Jacques-de-la-Lande | Marie Ducamin               | PS        |           | 13 593     |
| Plouzané                  | Yves Du Buit                | HOR       |           | 13 437     |
| Plougastel-Daoulas        | Dominique Cap               | DVD       |           | 13 431     |
| Betton                    | Laurence Besserve           | PS        |           | 12 775     |
| Quimperlé                 | Michaël Quernez             | PS        |           | 12 444     |
| Châteaubriant             | Alain Hunault               | LR        |           | 12 231     |
| Pacé                      | Hervé Depouez               | DVD       |           | 11 815     |
| Saint-Avé                 | Anne Gallo                  | DVG       |           | 12 173     |
| Pornichet                 | Jean-Claude Pelleteur       | DVD       |           | 12 530     |
| Guidel                    | Jo Daniel                   | UDI       |           | 12 236     |
| Le Relecq-Kerhuon         | Laurent Péron               | PS        |           | 11 837     |
| Ploufragan                | Rémy Moulin                 | PCF app.  |           | 11 347     |
| Ancenis-Saint-Géréon      | Rémy Orhon                  | DVG       |           | 11 346     |
| Pontchâteau               | Danielle Cornet             | DVG       |           | 11 249     |
| Thouaré-sur-Loire         | Martine Oger                | DVG       |           | 10 956     |
| Châteaugiron              | Yves Renault                | DVD       |           | 10 688     |
| Chantepie                 | Gilles Dreuslin             | PS        |           | 10 378     |
| Dinard                    | Arnaud Salmon               | DVD       |           | 10 407     |
| Blain                     | Jean-Michel Buf             | LC        |           | 10 352     |
| Fouesnant                 | Roger Le Goff               | LR        |           | 10 204     |
| Treillières               | Alain Royer                 | DVD       |           | 10 414     |

## Historique des parlementaires de Bretagne

### Députés et circonscriptions législatives
La Bretagne compte au total 37 circonscriptions (soit une moyenne de 120 038 hab. par circonscription).
À l’issue des législatives de 2012, la gauche est majoritaire en Bretagne avec 31 sièges contre 6 à la droite. Traditionnellement bastion de la droite le Morbihan bascule à gauche, le Finistère élisant quant à lui uniquement des candidats de gauche. Paul Molac, proche de l'Union démocratique bretonne (UDB), devient le premier député autonomiste de Bretagne tandis que François de Rugy, le premier député écologiste de Bretagne élu en 2007, est reconduit dans son mandat.
| Côtes-d'Armor - 1re circonscription - Saint-Brieuc - 2e circonscription - Ploubalay-Dinan - 3e circonscription - Loudéac - 4e circonscription - Guingamp - 5e circonscription - Lannion-Paimpol | Finistère - 1re circonscription - Quimper - 2e circonscription - Brest-centre - 3e circonscription - Brest-rural - 4e circonscription - Morlaix - 5e circonscription - Landerneau - 6e circonscription - Châteaulin - 7e circonscription - Douarnenez - 8e circonscription - Concarneau-Quimperlé | Ille-et-Vilaine - 1re circonscription - Rennes-Sud - 2e circonscription - Rennes-Nord - 3e circonscription - Rennes-Montfort - 4e circonscription - Redon - 5e circonscription - Vitré - 6e circonscription - Fougères - 7e circonscription - Saint-Malo - 8e circonscription - Rennes-Ouest-Mordelles | Loire-Atlantique - 1re circonscription – Nantes-Orvault - 2e circonscription – Nantes - 3e circonscription – Nantes-Saint-Herblain - 4e circonscription – Nantes-Rezé - 5e circonscription – Nantes-Ancenis - 6e circonscription – Châteaubriant - 7e circonscription – La Baule-Escoublac - 8e circonscription – Montoir-de-Bretagne-Saint-Nazaire - 9e circonscription – Pornic - 10e circonscription – Vertou | Morbihan - 1re circonscription - Vannes - 2e circonscription - Quiberon - 3e circonscription - Locminé-Pontivy - 4e circonscription - Ploërmel-Questembert - 5e circonscription - Lorient - 6e circonscription - Hennebont |

#### Côtes-d'Armor
| Législature | 1re                                                | 1re                                                | 2e                                                 | 2e                                                 | 3e                                                 | 3e                                                 | 4e                                                 | 4e                                                 | 5e                                                 | 5e                                                 |
| ----------- | -------------------------------------------------- | -------------------------------------------------- | -------------------------------------------------- | -------------------------------------------------- | -------------------------------------------------- | -------------------------------------------------- | -------------------------------------------------- | -------------------------------------------------- | -------------------------------------------------- | -------------------------------------------------- |
| Ire         | Victor Rault                                       | MRP                                                | René Pleven                                        | ED                                                 | Marie-Madeleine Dienesch                           | MRP                                                | Alain Le Guen                                      | MRP                                                | Pierre Bourdellès                                  | ED                                                 |
| IIe         | Robert Richet                                      | UNR                                                | René Pleven                                        | CD                                                 | Marie-Madeleine Dienesch                           | MRP                                                | Alain Le Guen                                      | MRP                                                | Pierre Bourdellès                                  | CD                                                 |
| IIIe        | Yves Le Foll                                       | PSU                                                | René Pleven                                        | CD                                                 | Marie-Madeleine Dienesch                           | UDR                                                | Édouard Ollivro                                    | CD                                                 | Pierre Bourdellès                                  | CD                                                 |
| IVe         | Arthur Charles                                     | SE                                                 | René Pleven                                        | CD                                                 | Marie-Madeleine Dienesch                           | UDR                                                | Édouard Ollivro                                    | CD                                                 | Pierre Bourdellès                                  | CD                                                 |
| Ve          | Yves Le Foll                                       | PSU                                                | Charles Josselin                                   | PS                                                 | Marie-Madeleine Dienesch                           | UDR                                                | Édouard Ollivro                                    | CD                                                 | Pierre Bourdellès                                  | CD                                                 |
| VIe         | Sébastien Couépel                                  | UDF                                                | René Benoît                                        | UDF                                                | Marie-Madeleine Dienesch                           | RPR                                                | François Leizour                                   | PCF                                                | Pierre Jagoret                                     | PS                                                 |
| VIIe        | Yves Dollo                                         | PS                                                 | Charles Josselin                                   | PS                                                 | Didier Chouat                                      | PS                                                 | Maurice Briand                                     | PS                                                 | Pierre Jagoret                                     | PS                                                 |
| VIIIe       | Scrutin proportionnel plurinominal par département | Scrutin proportionnel plurinominal par département | Scrutin proportionnel plurinominal par département | Scrutin proportionnel plurinominal par département | Scrutin proportionnel plurinominal par département | Scrutin proportionnel plurinominal par département | Scrutin proportionnel plurinominal par département | Scrutin proportionnel plurinominal par département | Scrutin proportionnel plurinominal par département | Scrutin proportionnel plurinominal par département |
| IXe         | Yves Dollo                                         | PS                                                 | Charles Josselin                                   | PS                                                 | Didier Chouat                                      | PS                                                 | Maurice Briand                                     | PS                                                 | Pierre-Yvon Trémel                                 | PS                                                 |
| Xe          | Christian Daniel                                   | RPR                                                | Charles Josselin                                   | PS                                                 | Marc Le Fur                                        | RPR                                                | Daniel Pennec                                      | RPR                                                | Yvon Bonnot                                        | UDF                                                |
| XIe         | Danielle Bousquet                                  | PS                                                 | Charles Josselin                                   | PS                                                 | Didier Chouat                                      | PS                                                 | Félix Leyzour                                      | PCF                                                | Alain Gouriou                                      | PS                                                 |
| XIIe        | Danielle Bousquet                                  | PS                                                 | Jean Gaubert                                       | PS                                                 | Marc Le Fur                                        | UMP                                                | Marie-Renée Oget                                   | PS                                                 | Alain Gouriou                                      | PS                                                 |
| XIIIe       | Danielle Bousquet                                  | PS                                                 | Jean Gaubert                                       | PS                                                 | Marc Le Fur                                        | UMP                                                | Marie-Renée Oget                                   | PS                                                 | Corinne Erhel                                      | PS                                                 |
| XIVe        | Michel Lesage                                      | PS                                                 | Viviane Le Dissez                                  | PS                                                 | Marc Le Fur                                        | UMP                                                | Annie Le Houérou                                   | PS                                                 | Corinne Erhel                                      | PS                                                 |
| XVe         | Bruno Joncour                                      | MoDem                                              | Hervé Berville                                     | LREM                                               | Marc Le Fur                                        | UMP                                                | Yannick Kerlogot                                   | LREM                                               | Éric Bothorel                                      | LREM                                               |

#### Finistère
| Législature | 1re                                                | 1re                                                | 2e                                                 | 2e                                                 | 3e                                                 | 3e                                                 | 4e                                                 | 4e                                                 | 5e                                                 | 5e                                                 | 6e                                                 | 6e                                                 | 7e                                                 | 7e                                                 | 8e                                                 | 8e                                                 |
| ----------- | -------------------------------------------------- | -------------------------------------------------- | -------------------------------------------------- | -------------------------------------------------- | -------------------------------------------------- | -------------------------------------------------- | -------------------------------------------------- | -------------------------------------------------- | -------------------------------------------------- | -------------------------------------------------- | -------------------------------------------------- | -------------------------------------------------- | -------------------------------------------------- | -------------------------------------------------- | -------------------------------------------------- | -------------------------------------------------- |
| Ire         | Hervé Nader                                        | UNR                                                | Georges Lombard                                    | CNIP                                               | Gabriel de Poulpiquet                              | UNR                                                | Jean Le Duc                                        | CNIP                                               | Joseph Pinvidic                                    | CNIP                                               | Jean Crouan                                        | CNIP                                               | Xavier Trellu                                      | MRP                                                | Louis Orvoën                                       | MRP                                                |
| IIe         | Roger Évrard                                       | UNR                                                | Charles Le Goasguen                                | UNR                                                | Gabriel de Poulpiquet                              | UNR                                                | François Tanguy-Prigent                            | PSU                                                | Antoine Caill                                      | UNR                                                | Suzanne Ploux                                      | UNR                                                | Gabriel Miossec                                    | UNR                                                | Louis Orvoën                                       | MRP                                                |
| IIIe        | Edmond Michelet                                    | UDR                                                | Georges Lombard                                    | PDM                                                | Gabriel de Poulpiquet                              | UDR                                                | Roger Prat                                         | SFIO                                               | Antoine Caill                                      | UDR                                                | Suzanne Ploux                                      | UDR                                                | Gabriel Miossec                                    | UDR                                                | Louis Orvoën                                       | PDM                                                |
| IVe         | Edmond Michelet                                    | UDR                                                | Michel de Bennetot                                 | UDR                                                | Gabriel de Poulpiquet                              | UDR                                                | Pierre Lelong                                      | UDR                                                | Antoine Caill                                      | UDR                                                | Suzanne Ploux                                      | UDR                                                | Gabriel Miossec                                    | UDR                                                | Jean-Claude Petit                                  | RI                                                 |
| Ve          | Marc Bécam                                         | UDR                                                | Michel de Bennetot                                 | UDR                                                | Gabriel de Poulpiquet                              | UDR                                                | Pierre Lelong                                      | UDR                                                | Antoine Caill                                      | UDR                                                | Suzanne Ploux                                      | UDR                                                | Guy Guermeur                                       | UDR                                                | Louis Le Pensec                                    | PS                                                 |
| VIe         | Marc Bécam                                         | UDR                                                | Eugène Bérest                                      | UDF                                                | Jean-Louis Goasduff                                | RPR                                                | Marie Jacq                                         | PS                                                 | Charles Miossec                                    | RPR                                                | Jean Crenn                                         | RPR                                                | Guy Guermeur                                       | RPR                                                | Louis Le Pensec                                    | PS                                                 |
| VIIe        | Bernard Poignant                                   | PS                                                 | Joseph Gourmelon                                   | PS                                                 | Jean-Louis Goasduff                                | RPR                                                | Marie Jacq                                         | PS                                                 | Charles Miossec                                    | RPR                                                | Jean Beaufort                                      | PS                                                 | Jean Peuziat                                       | PS                                                 | Louis Le Pensec                                    | PS                                                 |
| VIIIe       | Scrutin proportionnel plurinominal par département | Scrutin proportionnel plurinominal par département | Scrutin proportionnel plurinominal par département | Scrutin proportionnel plurinominal par département | Scrutin proportionnel plurinominal par département | Scrutin proportionnel plurinominal par département | Scrutin proportionnel plurinominal par département | Scrutin proportionnel plurinominal par département | Scrutin proportionnel plurinominal par département | Scrutin proportionnel plurinominal par département | Scrutin proportionnel plurinominal par département | Scrutin proportionnel plurinominal par département | Scrutin proportionnel plurinominal par département | Scrutin proportionnel plurinominal par département | Scrutin proportionnel plurinominal par département | Scrutin proportionnel plurinominal par département |
| IXe         | Bernard Poignant                                   | PS                                                 | Joseph Gourmelon                                   | PS                                                 | Jean-Louis Goasduff                                | RPR                                                | Marie Jacq                                         | PS                                                 | Charles Miossec                                    | RPR                                                | Jean-Yves Cozan                                    | UDF                                                | Ambroise Guellec                                   | UDF                                                | Louis Le Pensec                                    | PS                                                 |
| Xe          | André Angot                                        | RPR                                                | Bertrand Cousin                                    | RPR                                                | Jean-Louis Goasduff                                | RPR                                                | Arnaud Cazin                                       | UDF                                                | Charles Miossec                                    | RPR                                                | Jean-Yves Cozan                                    | UDF                                                | Ambroise Guellec                                   | UDF                                                | Louis Le Pensec                                    | PS                                                 |
| XIe         | André Angot                                        | RPR                                                | Jean-Noël Kerdraon                                 | PS                                                 | François Cuillandre                                | PS                                                 | Marylise Lebranchu                                 | PS                                                 | Charles Miossec                                    | RPR                                                | Kofi Yamgnane                                      | PS                                                 | Jacqueline Lazard                                  | PS                                                 | Louis Le Pensec                                    | PS                                                 |
| XIIe        | Marcelle Ramonet                                   | UMP                                                | Patricia Adam                                      | PS                                                 | Marguerite Lamour                                  | UMP                                                | Marylise Lebranchu                                 | PS                                                 | Jacques Le Guen                                    | UMP                                                | Christian Ménard                                   | UMP                                                | Hélène Tanguy                                      | UMP                                                | Gilbert Le Bris                                    | PS                                                 |
| XIIIe       | Jean-Jacques Urvoas                                | PS                                                 | Patricia Adam                                      | PS                                                 | Marguerite Lamour                                  | UMP                                                | Marylise Lebranchu                                 | PS                                                 | Jacques Le Guen                                    | UMP                                                | Christian Ménard                                   | UMP                                                | Annick Le Loch                                     | PS                                                 | Gilbert Le Bris                                    | PS                                                 |
| XIVe        | Jean-Jacques Urvoas                                | PS                                                 | Patricia Adam                                      | PS                                                 | Jean-Luc Bleunven                                  | DVG                                                | Marylise Lebranchu                                 | PS                                                 | Chantal Guittet                                    | PS                                                 | Richard Ferrand                                    | PS                                                 | Annick Le Loch                                     | PS                                                 | Gilbert Le Bris                                    | PS                                                 |
| XVe         | Annaïg Le Meur                                     | LREM                                               | Jean-Charles Larsonneur                            | LREM                                               | Didier Le Gac                                      | LREM                                               | Sandrine Le Feur                                   | LREM                                               | Graziella Melchior                                 | LREM                                               | Richard Ferrand                                    | LREM                                               | Liliana Tanguy                                     | LREM                                               | Erwan Balanant                                     | LREM                                               |
| XVIe        |                                                    |                                                    |                                                    |                                                    |                                                    |                                                    |                                                    |                                                    |                                                    |                                                    |                                                    |                                                    |                                                    |                                                    |                                                    |                                                    |

#### Ille-et-Vilaine
| Législature | 1re                    | 1re | 2e                            | 2e   | 3e                 | 3e  | 4e               | 4e  | 5e                    | 5e  | 6e                     | 6e    | 7e            | 7e  | 8e                | 8e  |
| ----------- | ---------------------- | --- | ----------------------------- | ---- | ------------------ | --- | ---------------- | --- | --------------------- | --- | ---------------------- | ----- | ------------- | --- | ----------------- | --- |
| Ire         | Henri Fréville         | MRP | Henri Jouault                 | CNIP | Alexis Méhaignerie | MRP | Isidore Renouard | ED  | Pierre de Bénouville  | UNR | Georges Coudray        | MRP   |               |     |                   |     |
| IIe         | Henri Fréville         | MRP | François Le Douarec           | UNR  | Alexis Méhaignerie | MRP | Isidore Renouard | RI  | Jean Le Lann          | MRP | Yvon Bourges           | UNR   |               |     |                   |     |
| IIIe        | Henri Fréville         | MRP | François Le Douarec           | UDR  | Alexis Méhaignerie | MRP | Isidore Renouard | RI  | Michel Cointat        | UDR | Yvon Bourges           | UDR   |               |     |                   |     |
| IVe         | Jacques Cressard       | UDR | François Le Douarec           | UDR  | Henri Lassourd     | UDR | Isidore Renouard | RI  | Michel Cointat        | UDR | Yvon Bourges           | UDR   |               |     |                   |     |
| Ve          | Jacques Cressard       | UDR | François Le Douarec           | UDR  | Pierre Méhaignerie | UDF | Isidore Renouard | RI  | Michel Cointat        | UDR | Yvon Bourges           | UDR   |               |     |                   |     |
| VIe         | Jacques Cressard       | UDR | François Le Douarec           | UDR  | Pierre Méhaignerie | UDF | Alain Madelin    | UDF | Michel Cointat        | UDR | Yvon Bourges           | UDR   |               |     |                   |     |
| VIIe        | Edmond Hervé           | PS  | Jean-Michel Boucheron         | PS   | Pierre Méhaignerie | UDF | Alain Madelin    | UDF | Michel Cointat        | RPR | Jean Hamelin           | RPR   |               |     |                   |     |
| VIIIe       |                        |     |                               |      |                    |     |                  |     |                       |     |                        |       |               |     |                   |     |
| IXe         | Jean-Michel Boucheron  | PS  | Edmond Hervé                  | PS   | Yves Fréville      | UDF | Alain Madelin    | UDF | Pierre Méhaignerie    | UDF | Michel Cointat         | RPR   | René Couanau  | UDF |                   |     |
| Xe          | Jean-Michel Boucheron  | PS  | Yvon Jacob                    | RPR  | Yves Fréville      | UDF | Alain Madelin    | UDF | Pierre Méhaignerie    | UDF | Marie-Thérèse Boisseau | UDF   | René Couanau  | UDF |                   |     |
| XIe         | Jean-Michel Boucheron  | PS  | Edmond Hervé                  | PS   | Marcel Rogemont    | PS  | Alain Madelin    | UDF | Pierre Méhaignerie    | UDF | Marie-Thérèse Boisseau | UDF   | René Couanau  | UDF |                   |     |
| XIIe        | Jean-Michel Boucheron  | PS  | Philippe Tourtelier           | PS   | Philippe Rouault   | UMP | Alain Madelin    | UMP | Pierre Méhaignerie    | UMP | Marie-Thérèse Boisseau | UMP   | René Couanau  | UMP |                   |     |
| XIIIe       | Jean-Michel Boucheron  | PS  | Philippe Tourtelier           | PS   | Marcel Rogemont    | PS  | Jean-René Marsac | PS  | Pierre Méhaignerie    | UMP | Thierry Benoit         | MoDem | René Couanau  | UMP |                   |     |
| XIVe        | Marie-Anne Chapdelaine | PS  | Nathalie Appéré               | PS   | François André     | PS  | Jean-René Marsac | PS  | Isabelle Le Callennec | UMP | Thierry Benoit         | AC    | Gilles Lurton | UMP | Marcel Rogemont   | PS  |
| XVe         | Mustapha Laabid        | REM | Laurence Maillart-Méhaignerie | REM  | François André     | PS  | Gaël Le Bohec    | REM | Christine Cloarec     | REM | Thierry Benoit         | UDI   | Gilles Lurton | LR  | Florian Bachelier | REM |

### Sénateurs
| Côtes-d'Armor - Alain Cadec (LR) - Gérard Lahellec (PCF) - Annie Le Houérou (PS) | Finistère - Michel Canévet (UDI) - Jean-Luc Fichet (PS) - Nadège Havet (LREM) - Philippe Paul (LR) | Ille-et-Vilaine - Dominique de Legge (LR) - Françoise Gatel (UDI) - Sylvie Robert (PS) - Daniel Salmon (EÉLV) | Loire-Atlantique - Ronan Dantec (EÉLV) - Joël Guerriau (UDI) - Michelle Meunier (PS) - Christophe Priou (LR) - Yannick Vaugrenard (PS) | Morbihan - Jacques Le Nay (UDI) - Joël Labbé (EÉLV) - Muriel Jourda (LR) |

## Récapitulatif des résultats électoraux récents[17]
| Scrutin             | Département | 1er tour | 1er tour | 1er tour | 1er tour | 1er tour | 1er tour | 1er tour | 1er tour | 1er tour | 1er tour | 1er tour | 1er tour | 1er tour | 2d tour     | 2d tour     | 2d tour     | 2d tour     | 2d tour     | 2d tour     | 2d tour     | 2d tour     | 2d tour     | 2d tour     | 2d tour     | 2d tour     | 2d tour     |
| Scrutin             | Département | 1er      | 1er      | %        | 2e       | 2e       | %        | 3e       | 3e       | %        | 4e       | 4e       | %        | Abs      | 1er         | 1er         | %           | 2e          | 2e          | %           | 3e          | 3e          | %           | 4e          | 4e          | %           | Abs         |
| ------------------- | ----------- | -------- | -------- | -------- | -------- | -------- | -------- | -------- | -------- | -------- | -------- | -------- | -------- | -------- | ----------- | ----------- | ----------- | ----------- | ----------- | ----------- | ----------- | ----------- | ----------- | ----------- | ----------- | ----------- | ----------- |
| Présidentielle 2012 | Bretagne    |          | PS       | 31,74    |          | UMP      | 25,66    |          | FN       | 13,24    |          | MODEM    | 11,36    | 15,32    |             | PS          | 56,35       |             | UMP         | 43,65       | Pas de 3e   | Pas de 3e   | Pas de 3e   | Pas de 4e   | Pas de 4e   | Pas de 4e   | 15,14       |
| Présidentielle 2012 | 22          |          | PS       | 33,02    |          | UMP      | 23,86    |          | FN       | 13,58    |          | FG       | 12,20    | 14,29    |             | PS          | 59,19       |             | UMP         | 40,81       | Pas de 3e   | Pas de 3e   | Pas de 3e   | Pas de 4e   | Pas de 4e   | Pas de 4e   | 13,87       |
| Présidentielle 2012 | 29          |          | PS       | 33,70    |          | UMP      | 24,46    |          | FN       | 11,98    |          | FG       | 11,52    | 15,84    |             | PS          | 58,86       |             | UMP         | 41,14       | Pas de 3e   | Pas de 3e   | Pas de 3e   | Pas de 4e   | Pas de 4e   | Pas de 4e   | 15,35       |
| Présidentielle 2012 | 35          |          | PS       | 31,77    |          | UMP      | 26,02    |          | FN       | 12,39    |          | MODEM    | 12,35    | 15,35    |             | PS          | 55,71       |             | UMP         | 44,29       | Pas de 3e   | Pas de 3e   | Pas de 3e   | Pas de 4e   | Pas de 4e   | Pas de 4e   | 15,57       |
| Présidentielle 2012 | 56          |          | PS       | 28,29    |          | UMP      | 28,15    |          | FN       | 15,55    |          | MODEM    | 10,85    | 15,49    |             | PS          | 51,73       |             | PS          | 48,27       | Pas de 3e   | Pas de 3e   | Pas de 3e   | Pas de 4e   | Pas de 4e   | Pas de 4e   | 15,37       |
| Européennes 2014    | Bretagne    |          | UMP      | 18,41    |          | FN       | 17,09    |          | PS       | 16,06    |          | MODEM    | 11,60    | 54,25    | Tour unique | Tour unique | Tour unique | Tour unique | Tour unique | Tour unique | Tour unique | Tour unique | Tour unique | Tour unique | Tour unique | Tour unique | Tour unique |
| Européennes 2014    | 22          |          | UMP      | 19,99    |          | FN       | 17,36    |          | PS       | 16,47    |          | EELV     | 9,52     | 52,08    | Tour unique | Tour unique | Tour unique | Tour unique | Tour unique | Tour unique | Tour unique | Tour unique | Tour unique | Tour unique | Tour unique | Tour unique | Tour unique |
| Européennes 2014    | 29          |          | UMP      | 17,44    |          | PS       | 16,73    |          | FN       | 15,39    |          | REG      | 11,54    | 55,01    | Tour unique | Tour unique | Tour unique | Tour unique | Tour unique | Tour unique | Tour unique | Tour unique | Tour unique | Tour unique | Tour unique | Tour unique | Tour unique |
| Européennes 2014    | 35          |          | UMP      | 17,44    |          | PS       | 26,63    |          | FN       | 15,97    |          | MODEM    | 14,56    | 55,21    | Tour unique | Tour unique | Tour unique | Tour unique | Tour unique | Tour unique | Tour unique | Tour unique | Tour unique | Tour unique | Tour unique | Tour unique | Tour unique |
| Européennes 2014    | 56          |          | FN       | 20,27    |          | UMP      | 19,44    |          | PS       | 14,23    |          | MODEM    | 11,35    | 53,86    | Tour unique | Tour unique | Tour unique | Tour unique | Tour unique | Tour unique | Tour unique | Tour unique | Tour unique | Tour unique | Tour unique | Tour unique | Tour unique |
| Régionales 2015     | Bretagne    |          | PS       | 34,92    |          | UMP      | 23,46    |          | FN       | 18,17    |          | REG      | 6,71     | 48,42    |             | PS          | 51,41       |             | UMP         | 29,72       |             | FN          | 18,87       | Pas de 4e   | Pas de 4e   | Pas de 4e   | 43,12       |
| Régionales 2015     | 22          |          | PS       | 33,42    |          | UMP      | 26,53    |          | FN       | 17,51    |          | REG      | 6,64     | 45,04    |             | PS          | 49,87       |             | UMP         | 32,10       |             | FN          | 18,02       | Pas de 4e   | Pas de 4e   | Pas de 4e   | 39,60       |
| Régionales 2015     | 29          |          | PS       | 34,65    |          | UMP      | 22,45    |          | FN       | 16,52    |          | REG      | 10,63    | 48,71    |             | PS          | 53,34       |             | UMP         | 29,16       |             | FN          | 17,50       | Pas de 4e   | Pas de 4e   | Pas de 4e   | 43,90       |
| Régionales 2015     | 35          |          | PS       | 35,91    |          | UMP      | 22,67    |          | FN       | 18,17    |          | EELV     | 8,44     | 50,53    |             | PS          | 52,20       |             | UMP         | 29,13       |             | FN          | 18,67       | Pas de 4e   | Pas de 4e   | Pas de 4e   | 44,71       |
| Régionales 2015     | 56          |          | PS       | 35,33    |          | UMP      | 23,01    |          | FN       | 20,71    |          | EELV     | 5,80     | 48,11    |             | PS          | 49,48       |             | UMP         | 29,11       |             | FN          | 21,41       | Pas de 4e   | Pas de 4e   | Pas de 4e   | 42,99       |
| Présidentielle 2017 | Bretagne    |          | EM       | 29,05    |          | LFI      | 19,28    |          | LR       | 19,04    |          | FN       | 15,33    | 16,51    |             | EM          | 75,36       |             | FN          | 24,64       | Pas de 3e   | Pas de 3e   | Pas de 3e   | Pas de 4e   | Pas de 4e   | Pas de 4e   | 20,31       |
| Présidentielle 2017 | 22          |          | EM       | 27,99    |          | LFI      | 20,27    |          | LR       | 18,38    |          | FN       | 16,46    | 15,71    |             | EM          | 73,47       |             | FN          | 26,53       | Pas de 3e   | Pas de 3e   | Pas de 3e   | Pas de 4e   | Pas de 4e   | Pas de 4e   | 19,23       |
| Présidentielle 2017 | 29          |          | EM       | 29,45    |          | LFI      | 19,67    |          | LR       | 17,94    |          | FN       | 13,89    | 17,47    |             | EM          | 77,33       |             | FN          | 22,67       | Pas de 3e   | Pas de 3e   | Pas de 3e   | Pas de 4e   | Pas de 4e   | Pas de 4e   | 20,93       |
| Présidentielle 2017 | 35          |          | EM       | 30,25    |          | LFI      | 19,70    |          | LR       | 19,03    |          | FN       | 14,12    | 15,98    |             | EM          | 77,67       |             | FN          | 22,33       | Pas de 3e   | Pas de 3e   | Pas de 3e   | Pas de 4e   | Pas de 4e   | Pas de 4e   | 20,39       |
| Présidentielle 2017 | 56          |          | EM       | 27,86    |          | LR       | 20,88    |          | FN       | 17,69    |          | LFI      | 17,49    | 16,66    |             | EM          | 71,56       |             | FN          | 28,66       | Pas de 3e   | Pas de 3e   | Pas de 3e   | Pas de 4e   | Pas de 4e   | Pas de 4e   | 20,32       |
| Européennes 2019    | Bretagne    |          | LREM     | 25,64    |          | RN       | 17,32    |          | EELV     | 16,21    |          | UDC      | 7,84     | 45,03    | Tour unique | Tour unique | Tour unique | Tour unique | Tour unique | Tour unique | Tour unique | Tour unique | Tour unique | Tour unique | Tour unique | Tour unique | Tour unique |
| Européennes 2019    | 22          |          | LREM     | 24,21    |          | RN       | 19,06    |          | EELV     | 14,36    |          | UDC      | 8,31     | 42,84    | Tour unique | Tour unique | Tour unique | Tour unique | Tour unique | Tour unique | Tour unique | Tour unique | Tour unique | Tour unique | Tour unique | Tour unique | Tour unique |
| Européennes 2019    | 29          |          | LREM     | 25,18    |          | RN       | 16,48    |          | EELV     | 16,47    |          | UDC      | 7,67     | 45,77    | Tour unique | Tour unique | Tour unique | Tour unique | Tour unique | Tour unique | Tour unique | Tour unique | Tour unique | Tour unique | Tour unique | Tour unique | Tour unique |
| Européennes 2019    | 35          |          | LREM     | 26,97    |          | RN       | 18,06    |          | EELV     | 14,74    |          | PS       | 8,09     | 45,70    | Tour unique | Tour unique | Tour unique | Tour unique | Tour unique | Tour unique | Tour unique | Tour unique | Tour unique | Tour unique | Tour unique | Tour unique | Tour unique |
| Européennes 2019    | 56          |          | LREM     | 25,69    |          | RN       | 20,13    |          | EELV     | 15,08    |          | UDC      | 8,09     | 45,05    | Tour unique | Tour unique | Tour unique | Tour unique | Tour unique | Tour unique | Tour unique | Tour unique | Tour unique | Tour unique | Tour unique | Tour unique | Tour unique |
| Régionales 2021     | Bretagne    |          | UG       | 20,95    |          | LR       | 16,28    |          | UC       | 15,53    |          | EELV     | 14,84    | 64,21    |             | UG          | 29,84       |             | LR          | 21,98       |             | EELV        | 20,22       |             | UC          | 14,75       | 63,38       |
| Régionales 2021     | 22          |          | UG       | 20,88    |          | UC       | 17,69    |          | LR       | 16,59    |          | RN       | 14,01    | 60,81    |             | UG          | 30,66       |             | LR          | 21,95       |             | EELV        | 17,51       |             | UC          | 16,82       | 59,85       |
| Régionales 2021     | 29          |          | UG       | 22,21    |          | LR       | 15,62    |          | EELV     | 15,06    |          | UC       | 14,51    | 64,49    |             | UG          | 32,04       |             | LR          | 21,86       |             | EELV        | 20,44       |             | UC          | 13,24       | 63,39       |
| Régionales 2021     | 35          |          | UG       | 19,94    |          | LR       | 18,04    |          | EELV     | 16,73    |          | UC       | 14,36    | 65,20    |             | UG          | 28,05       |             | EELV        | 23,56       |             | LR          | 23,52       |             | UC          | 13,47       | 65,01       |
| Régionales 2021     | 56          |          | UG       | 20,79    |          | RN       | 17,05    |          | UC       | 16,37    |          | LR       | 14,55    | 65,29    |             | UG          | 28,72       |             | LR          | 20,22       |             | EELV        | 18,15       |             | RN          | 16,57       | 64,05       |
| Présidentielle 2022 | Bretagne    |          | LREM     | 32,79    |          | LFI      | 20,65    |          | RN       | 19,53    |          | EELV     | 6,19     | 21,21    |             | LREM        | 66,58       |             | RN          | 33,42       | Pas de 3e   | Pas de 3e   | Pas de 3e   | Pas de 4e   | Pas de 4e   | Pas de 4e   | 22,10       |
| Présidentielle 2022 | 22          |          | LREM     | 31,02    |          | RN       | 21,79    |          | LFI      | 20,26    |          | EELV     | 5,28     | 20,48    |             | LREM        | 62,90       |             | RN          | 37,10       | Pas de 3e   | Pas de 3e   | Pas de 3e   | Pas de 4e   | Pas de 4e   | Pas de 4e   | 21,24       |
| Présidentielle 2022 | 29          |          | LREM     | 32,21    |          | LFI      | 21,47    |          | RN       | 18,58    |          | EELV     | 6,12     | 21,82    |             | LREM        | 67,50       |             | RN          | 32,50       | Pas de 3e   | Pas de 3e   | Pas de 3e   | Pas de 4e   | Pas de 4e   | Pas de 4e   | 22,82       |
| Présidentielle 2022 | 35          |          | LREM     | 34,50    |          | LFI      | 22,20    |          | RN       | 17,06    |          | EELV     | 7,14     | 20,92    |             | LREM        | 70,94       |             | RN          | 29,06       | Pas de 3e   | Pas de 3e   | Pas de 3e   | Pas de 4e   | Pas de 4e   | Pas de 4e   | 21,90       |
| Présidentielle 2022 | 56          |          | LREM     | 32,68    |          | RN       | 22,01    |          | LFI      | 18,02    |          | EELV     | 5,78     | 21,43    |             | LREM        | 62,81       |             | RN          | 37,19       | Pas de 3e   | Pas de 3e   | Pas de 3e   | Pas de 4e   | Pas de 4e   | Pas de 4e   | 22,17       |